# کارلوس لوث
کارلوس کویمبرا دا لوث (به اسپانیایی: Carlos Coimbra da Luz) (زاده ۴ اوت ۱۸۹۴ – درگذشته ۹ فوریه ۱۹۶۱) یک سیاستمدار و وکیل اهل برزیل بود. او از ۸ نوامبر ۱۹۵۵ تا ۱۱ نوامبر ۱۹۵۵ رئیس‌جمهور این کشور بود.
وی دارای کوتاه‌ترین دوران ریاست‌جمهوری در برزیل است.